# Заслон (спецподразделение)
Центр специального назначения «Заслон» — специальное подразделение Службы внешней разведки России, сформированное 23 марта 1997 года.
Спецподразделение очень засекречено, поэтому открытой информации по нему практически нет. Бойцов ЦСН «Заслон» используют для силового обеспечения операций, проводимых СВР за рубежом. «Заслон» предназначен для силового реагирования на угрозы объектам Службы, дипломатическим миссиям России за рубежом и охраны руководителей СВР России и МИД России во время их визитов в «горячие точки».
В перечень проводимых «Заслоном» спецопераций входит вывоз российских граждан из «горячих точек».

## Задачи
«Заслон» подчиняется директору СВР. В штате отряда предположительно находятся 300 человек, ранее занимавшихся проведением специальных акций за рубежом. Исходя из информации СМИ, группа «Заслон» обеспечивает силовую поддержку разведывательных операций за рубежом; при этом разведчики имеют право не согласовывать свои планы с другими силовыми министерствами.
В задачи «Заслона» входит охрана первых лиц посольств РФ в других странах, а также обеспечение безопасности агентурной работы и носителей секретной информации. В случае возникновения опасности в обязанности бойцов подразделения входит проведение операции «Прорыв» — срочной эвакуации сотрудников посольства.
Из СМИ известно, что «Заслон» принимал участие в операциях, которые проводились в Иране, Ираке и Сирии.

## История
Подразделение «Заслон» было создано в структуре Центра собственной безопасности СВР России в соответствии с секретным указом Президента Российской Федерации от 23 марта 1997 года и достигло оперативной готовности в 1998 году. Возглавил подразделение А. С. Колосов.
В некоторых публикациях СМИ «Заслон» описывался как разведывательно-диверсионное подразделение, аналогичное существовавшему в Первом главном управлении КГБ СССР «Отдельному Учебному Центру» (ОУЦ, группа «Вымпел»): так, по сообщению газеты «Московский комсомолец», «аналогичное подразделение уже существовало в Первом главном управлении КГБ СССР, однако во времена афганской войны оно стало выполнять несвойственные для разведки задачи и в 1983 году было выведено из состава ПГУ КГБ СССР, передано другому управлению комитета, а через несколько лет и вовсе распалось».
Директор СВР России Сергей Лебедев, однако, в интервью агентству «Интерфакс» 20 декабря 2002 года отрицал существование в СВР России разведывательно-диверсионных подразделений. В последующие годы в разных СМИ появлялись публикации о существовании подобных подразделений, которые СВР не комментировала.
По сообщениям интернет-издания NEWSru.com и других СМИ, в 2003 году «Заслон» использовался в Ираке и Иране. Считается, что сотрудником «Заслона» был Олег Федосеев — один из четырёх работников посольства России в Ираке, похищенных и убитых террористами в июне 2006 года.
24 мая 2014 года в фотоальбоме Дмитрия Рогозина в Facebook появился отчёт вице-премьера о поездке в Сирию, где он встретился с президентом страны Башаром Асадом. На одной из опубликованных фотографий Рогозин был запечатлён среди бойцов группы «Заслон». Позднее фотография была удалена со страницы Дмитрия Рогозина. Информация об операциях группы «Заслон» в Сирии публикуется и в зарубежных СМИ.

## Руководство
- А. С. Колосов (1998).

## Погибшие офицеры
- Виталий Титов и Олег Федосеев:

3 июня 2006 года Федосеев, Титов, третий секретарь посольства Федор Зайцев, повар Ринат Аглиулин и водитель Анатолий Смирнов выехали на бронированном внедорожнике в сторону одного из рынков Багдада. Когда они выходили из автомобиля, на них напала группа неизвестных, вооруженных автоматическим оружием. Федосеев и Титов, имевшие при себе только пистолеты, попытались оказать сопротивление нападавшим. В результате сотрудник СВР Титов был убит, остальных россиян преступники затолкали в микроавтобус и увезли в неизвестном направлении. 19 июня ответственность за похищение взял на себя некий «Совет моджахедов шуры». На сайте этой организации было размещено требование в течение 48 часов вывести войска из Чечни и освободить из тюрем всех исламистов. Спустя два дня «Совет моджахедов шуры» объявил о казни россиян. Арабский телеканал «Аль-Джазира» показал кадры, на которых им отрубают головы. Тело Виталия Титова еще в 2006 году доставили в Москву, где погибший и был похоронен. Останки Федосеева и сотрудников посольства не удавалось найти больше пяти лет.